# Howard Martin Temin
Howard Martin Temin (10.12.1934 – 9.2.1994) là nhà di truyền học người Mỹ đã đoạt giải Nobel Sinh lý và Y khoa năm 1975. Cùng với Renato Dulbecco và David Baltimore, ông đã phát hiện ra reverse transcriptase trong thập niên 1970 ở Đại học Wisconsin–Madison

## Sự nghiệp
Việc Temin mô tả cách mà các virus u bướu tác động trên chất di truyền của tế bào thông qua reverse transcription là có tính cách mạng. Điều này đã lật đổ thuyết "Central Dogma" của sinh học phân tử được tin tưởng nhiều ở thời đó và được thừa nhận bởi người đoạt giải Nobel Francis Crick - một trong các người đồng phát hiện ra cấu trúc của DNA (cùng với James Watson và Rosalind Franklin). Crick, cùng với phần lớn các nhà sinh học phân tử khác thời đó, tin rằng thông tin di truyền chỉ xuất phát từ DNA tới RNA tới protein.
Temin đã chỉ ra rằng một vài virus ung bướu có chứa khả năng của enzym để đảo ngược lượng thông tin từ RNA trở lại DNA bằng cách sử dụng reverse transcriptase. Hiện tượng này cũng được phát hiện đồng thời và riêng rẽ bởi David Baltimore, người cũng đoạt chung giải Nobel với Temin.
Việc phát hiện reverse transcriptase là một trong các phát hiện quan trọng nhất trong y học ở thời nay, vì reverse transcriptase là enzyme trung tâm trong nhiều căn bệnh phổ biến của loài người, chẳng hạn như HIV, virus gây ra bệnh AIDS, và Hepatitis B. Reverse transcriptase cũng là một thành phần quan trọng của nhiều kỹ thuật quan trọng trong sinh học phân tử và y học chẩn đoán bệnh. Temin được thưởng Huy chương Khoa học quốc gia (Mỹ) năm 1992.

## Đời tư
Ông sinh tại Philadelphia, Pennsylvania và là người nhiều năm đã biện hộ chống việc hút thuốc lá. Temin từ trần ở tuổi 59 do bị ung thư phổi, mặc dù ông không bao giời hút thuốc.
Một lối đi dành cho người đi bộ và xe đạp ở khu trường sở của Đại học Wisconsin–Madison được đặt theo tên ông để vinh danh ông. Ông đậu bằng cử nhân sinh học ở Swarthmore College năm 1955 và bằng tiến sĩ ở Học viện Công nghệ California năm 1959.
Vợ của Temin - bà Rayla- cũng là nhà di truyền học. Người em của Temin - Peter – là giáo sư kinh tế học ở Học viện Công nghệ Massachusetts và là cựu trưởng phân khoa kinh tế của Học viện này.